# الملحدون الأمريكيون
الملحدون الأمريكيون هي منظمة غير ربحية في الولايات المتحدة ملتزمة بالدفاع عن الحريات المدنية للملحدين والدعوة إلى الفصل الكامل بين الكنيسة والدولة. توفر متحدثين للكليات، والجامعات، والنوادي، ووسائل الإعلام. وتنشر الكتب ومجلة الملحد الأمريكية.
تأسست المنظمة في عام 1963 على يد مادالين موراي أوهير. التي رفعت في وقت سابق دعوى قضائية ضد مجلس إدارة مدرستها، مع ابنها ويليام جاي. موراي بصفته مدعي، للاعتراض على إلزامية الصلاة وقراءة الكتاب المقدس في المدارس العامة. دمجت المحكمة العليا للولايات المتحدة قضية موراي ضد كورليت مع قضية مقاطعة أبنجتون التعليمية ضد شيمب قبل الاستماع إليها. قضت المحكمة في عام 1963 بأن قراءة الكتاب المقدس الإلزامية في المدارس العامة غير دستورية.

## نبذة تاريخية

### الأصل والإجراءات القانونية المبكرة
تأسست منظمة الملحدين الأمريكيين في عام 1963 على يد مادلين موراي أوهير باسم جمعية الانفصاليين، بعد رفع القضيتين القانونيتين مقاطعة أبنجتون التعليمية ضد شيمب وموراي ضد كورليت (1959). (دمجتهما المحكمة العليا الأمريكية قبل الاستماع إليها في الاستئناف). اعترض كل من شيمب وموراي على الصلاة الإلزامية في المدارس العامة. على مر السنين، رفع الملحدون الأمريكيون دعاوى قضائية عديدة ضد مؤسسات عامة اعتُبرت أنها انتهكت الفصل الدستوري بين الكنيسة والدولة. يقع المقر الرئيسي للمنظمة، التي تضم أكثر من 3500 عضو، في كرانفورد، نيو جيرسي.
في عام 1959 رفعت موراي قضية نيابة عن ابنها ويليام جاي. موراي، الذي أجبِر على حضور قراءات الكتاب المقدس في المدرسة. تعرض لمضايقات من قبل المعلمين ومديري المدارس لرفضه المشاركة.
القضية الموحدة، التي يُشار إليها عادةً باسم مقاطعة أبنجتون التعليمية ضد شيمب، نوقشت أمام المحكمة العليا للولايات المتحدة في 27 و28 فبراير 1963.

قالت مادالين موراي في بيانها الافتتاحي، ما يلي:
إن مقدمي الالتماس ملحدون ويعرفون معتقداتهم على النحو التالي. الملحد يحب أخاه الإنسان بدلًا من الله. يعتقد الملحد أن النعيم شيء يجب أن نعمل من أجله الآن -هنا على الأرض ليستمتع به جميع الناس معًا. يعتقد الملحد أنه لا يستطيع الحصول على مساعدة من خلال الصلاة، وأن عليه أن يجد في نفسه القناعة والقوة الداخلية لمواجهة الحياة، والتعامل معها، وإخضاعها، والاستمتاع بها. يعتقد الملحد أنه فقط بمعرفة نفسه ومعرفة رفيقه الإنسان يمكن أن يجد الفهم الذي سيساعده في تقبل الحياة. يسعى لمعرفة نفسه وإخوته في الإنسانية بدلًا من معرفة الله. يعتقد الملحد أنه يجب بناء مستشفى بدلًا من الكنيسة. يعتقد الملحد أن العمل أهم من الصلاة. يسعى الملحد جاهدًا للانخراط في الحياة وليس الهروب إلى الموت. يريد هزم المرض، والقضاء على الفقر، والتخلص من الحرب. فالإنسان يود أن يفهم الإنسان ويحبّه. يريد طريقة أخلاقية للحياة. يؤمن أنه لا يمكننا الاعتماد على إله أو توجيه العمل إلى الصلاة أو الأمل في إنهاء المشاكل في المستقبل. إنه يؤمن بأننا حماة لأخينا وحماة على حياتنا، وبأننا أشخاص مسؤولون وأن عملنا هنا ووقت العمل قد حان.
أصدر القضاة قرارهم في 17 يونيو 1963. كان لصالح الملتمسين، 8-1. وقضوا بأن الصلاة التي تفرضها الولاية وقراءات الكتاب المقدس الموحدة في المدارس العامة تعتبر انتهاكًا لفقرة التأسيس في التعديل الأول لدستور الولايات المتحدة. كان القاضي بوتر ستيوارت المنشق الوحيد.

### القيادة

#### أوهير (1963-1995)
في 27 أغسطس 1995 اختفت مادلين، وجون، وروبن أوهير من مقر المنظمة السابق في أوستن، تكساس، إلى جانب أكثر من 550 ألف دولار من أموال المنظمة. وثبت أن الثلاثة قد تعرضوا للخطف والسرقة والقتل على يد ديفيد ووترز، وهو محكوم سابق وموظف سابق.